# Конишевка
Конишевка — селище міського типу в Курській області Росії, адміністративний центр Конишевського району, утворює міське поселення селище Конишевка.
Населення — 3774 осіб (2010).
Однойменна залізнична станція на лінії Брянськ — Льгов, в 108 км на північний захід від Курська.

## Історія
У XIX столітті село на дорозі Дмитрієв-Льговський — Льгов. У 1891 році через Конишевку пройшла залізниця на Льгов. Одна з версій походження назви Конишевка від тюркського «коныш» — зупинка.
Селище засновано в 1910 році. Статус селища міського типу — з 1968 року.

## Населення
| Рік  | Населення |
| ---- | --------- |
| 1897 | 1053      |
| 1939 | 1079      |
| 1959 | 1701      |
| 1970 | 3660      |
| 1979 | 3389      |
| 1989 | 4324      |
| 2002 | 4132      |
| 2010 | 3748      |

## Економіка
У селищі діють наступні підприємства: елеватор, комбікормовий, цегельний і асфальтовий заводи, маслозавод, харчокомбінат, м'ясокомбінат, свиноферма.

## Культура
Працюють краєзнавчий музей, районна бібліотека, дитяча школа мистецтв. Випускається газета «Трибуна».

## Пам'ятки
- Скульптура на братській могилі воїнів 183 Радянської армії, які загинули в лютому 1943 року.
- Деякі архітектурні пам'ятники: будівля вокзалу, будівля колійних казарм, будинок поміщика Ненарокова (XIX століття), водонапірна вежа (XIX століття), будівля аптеки (XIX століття), будівля РК ВКП (б) (1946—1947 роки).